# Великопавлівська волость
Великопавлівська волость — адміністративно-територіальна одиниця Зіньківського повіту Полтавської губернії з центром у селі Велика Павлівка.
Станом на 1885 рік складалася з 10 поселень, єдиної сільської громади. Населення — 5108 осіб (2452 чоловічої статі та 2656 — жіночої), 846 дворових господарств.
|                     | Площа, десятин | У тому числі орної, дес. |
| ------------------- | -------------- | ------------------------ |
| Сільських громад    | 5150           | 3778                     |
| Приватної власності | 2168           | 1670                     |
| Іншої власності     | 66             | 66                       |
| Загалом             | 7384           | 5514                     |

Основне поселення волості:
- Велика Павлівка — колишнє державне та власницьке село за 7 верст від повітового міста, 3850 осіб, 771 дворове господарство, 2 православні церкви, школа, 3 постоялих будинки, 4 лавки, 58 вітряних млинів, 4 маслобійних заводи, базари по середах і суботах, 2 ярмарки на рік.

Старшинами волості були:
- 1900-1903 роках Коваль[2],[3];
- 1904-1906 роках  Новак[4],[5];
- 1907 року Сухорода[6];
- 1913—1916 року Гаврило Венедиктович Швидько[7],[8],[9],[10].